# ارچی فتکی
ارچی فتکی (انگلیسی: Archi Fataki؛ زادهٔ ۲۵ مهٔ ۱۹۸۹) بازیکن فوتبال است.